# ليز ميخائيل
ليز ميخائيل (بالإنجليزية: Liz Mikel)‏ هي مغنية وممثلة أمريكية، ولدت في 7 نوفمبر 1963 في دالاس في الولايات المتحدة.

## وصلات خارجية
- الموقع الرسمي
- ليز ميخائيل على موقع IMDb (الإنجليزية)
- ليز ميخائيل على موقع أول موفي (الإنجليزية)
- ليز ميخائيل على موقع قاعدة بيانات برودواي على الإنترنت (الإنجليزية)
- ليز ميخائيل على موقع قاعدة بيانات الفيلم (الإنجليزية)